# Callilepis chakanensis
Callilepis chakanensis là một loài nhện trong họ Gnaphosidae. Loài này săn mồi ban đêm trong khi ban ngày thì ẩn mình dưới các tảng đá và lá cây. Cơ thể chúng có hình oval, hẹp và chĩa về phia sau.
Loài này thuộc chi Callilepis. Callilepis chakanensis được Benoy Krishna Tikader miêu tả năm 1982.